# Туалет

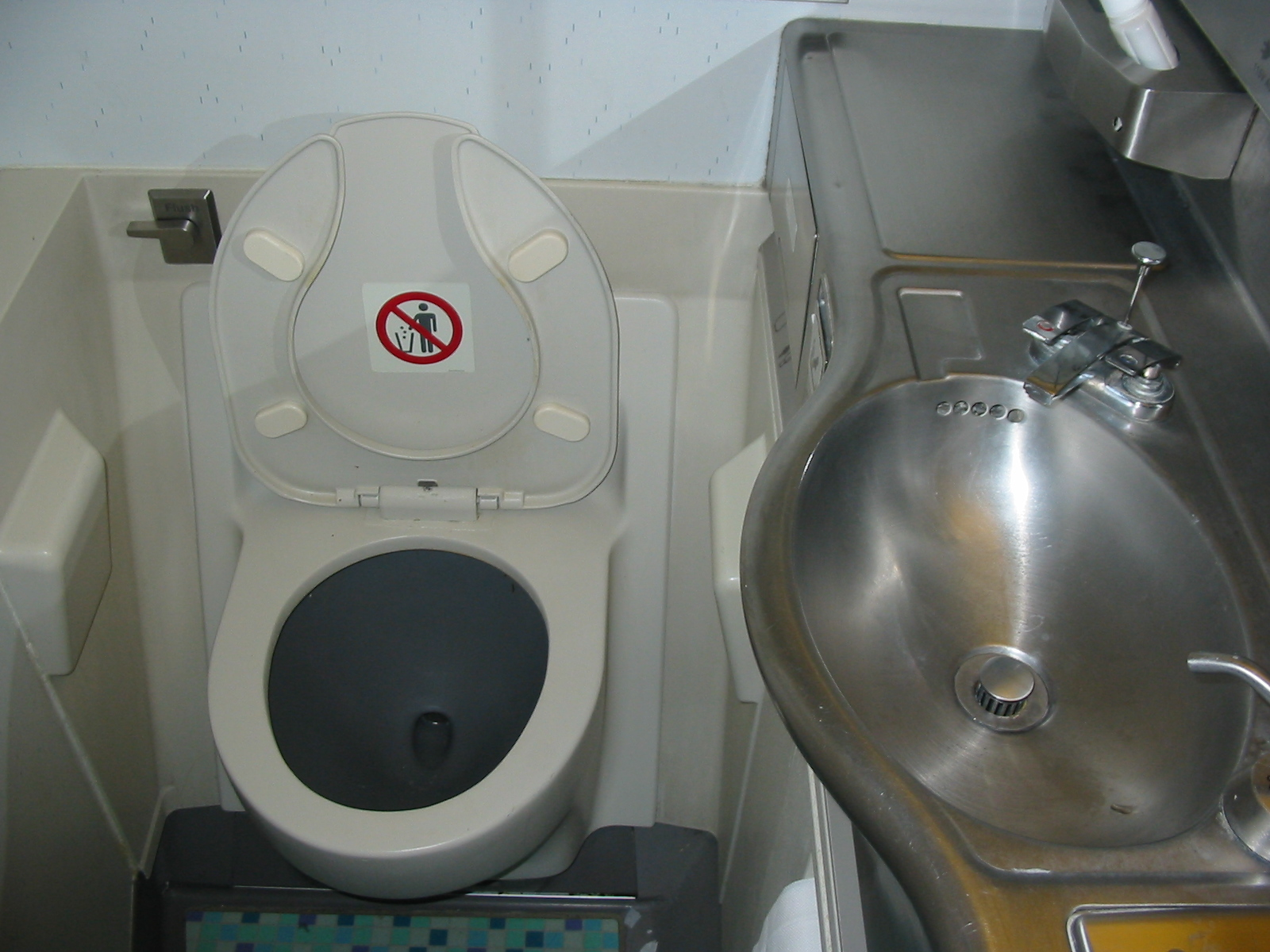
Туалет в Боинге-747 с вакуумным унитазом и раковиной

Туале́т (фр. toilettes), убо́рная, нужни́к устар., ватерклозе́т, клозе́т — помещение для отправления естественных нужд (мочеиспускания и дефекации). В туалетной комнате расположены унитаз и другие санитарно-технические приспособления, например раковина, писсуар и гигиенический душ или биде. Современные туалеты подсоединены к канализации либо имеют ёмкость (септик), предназначенную для переработки отходов путём биологического разложения. Существуют также мобильные туалетные кабины, которые быстро монтируются, демонтируются и перевозятся в грузовом кузове или прицепе автомобиля.

## Происхождение
Слово, как и все современные обозначения туалета, эвфемистического происхождения. Терминами «туалетная комната» или «уборная» изначально назывались особые помещения в доме, в которых богатые люди XVIII века наводили свой, довольно сложный в те времена, туалет. Ср. «Через минуту двери отворились, и она вошла в уборную государыни. Императрица сидела за своим туалетом» (А. С. Пушкин. «Капитанская дочка»). Это значение сохранилось в театральном термине «грим-уборная». Слово происходит от фр. toilette, «маленький холст», от toile «холст, полотно».

## Другие названия

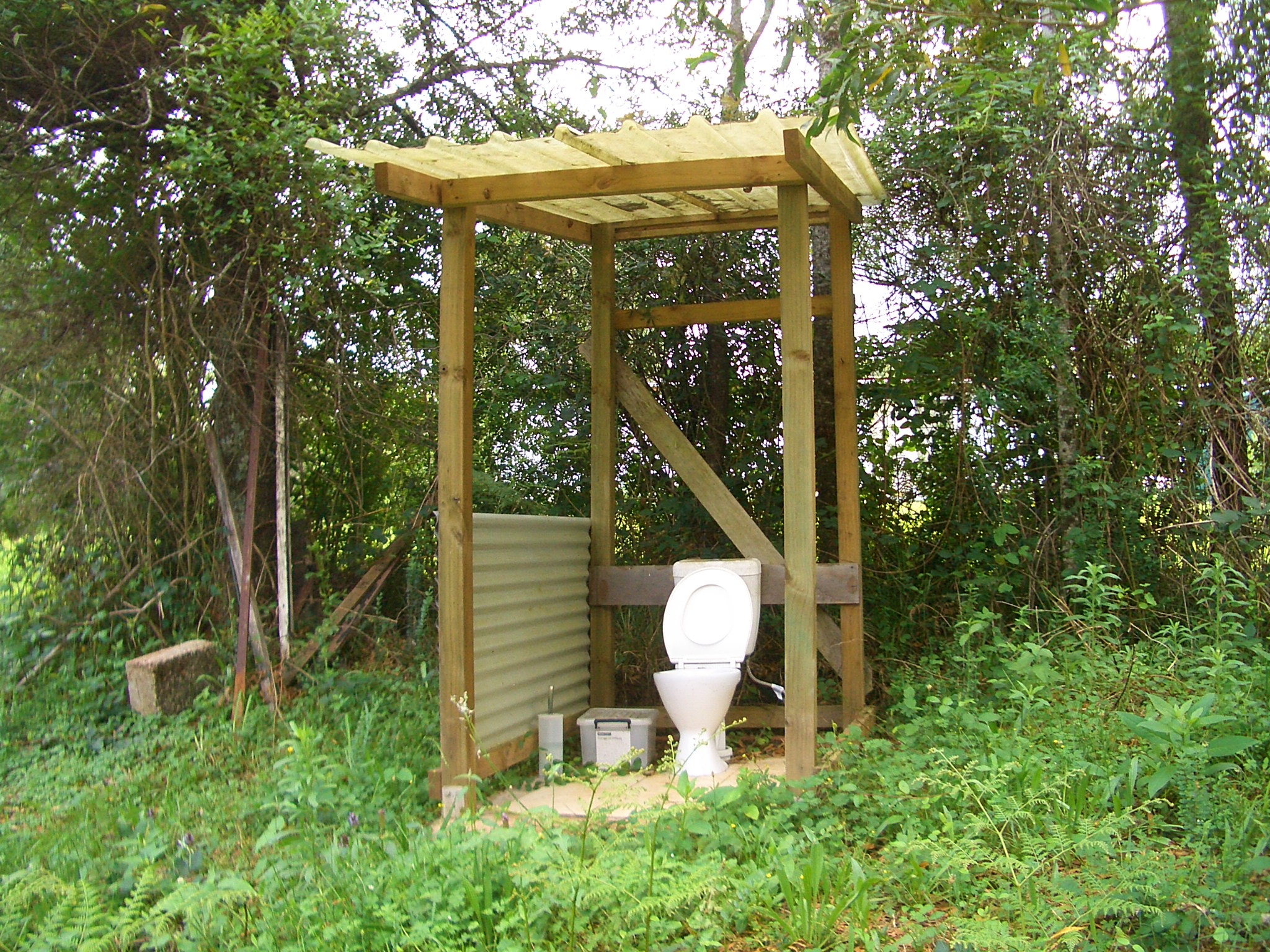
Сельский туалет в субтропическом исполнении

Также определённое распространение получила лексема сортир (сейчас обычно так называют деревенские ямные туалеты, кабинки и биотуалеты, а по отношению к туалетам с унитазами такое название встречается реже), которая появляется в конце XVIII — начале XIX веков, когда в российских светских кругах в моде был французский язык. Общеизвестно, что в щекотливой ситуации дворяне переходили на французский язык и прямо не употребляли «я пошёл в туалет», а говорили «Je dois sortir» («Мне надо выйти»).
Соответственно, по одной из версий, от глагола «sortir» произошёл эвфемизм со значением «туалет». В наши дни выражение обрело просторечный, в целом грубоватый характер, однако при этом не перестаёт использоваться многими в повседневной жизни.
По другой версии, история слова берет начало в войну 1812 года, когда пленные французы просились выйти по нужде, русские солдаты понимали слово sortir не иначе как «туалет».
В дореволюционной русской литературе можно встретить названия аборт и ретирадное место, ретирадник, обозначающее туалет; выражение происходит также от ретироваться от фр. se retirer — удаляться, отступать. Одно время применялось также обозначение латрина (лат. latrina — отхожее место, уборная) — калька с латинского, использовавшееся для обозначения общественных уборных, нужников тюрьм, а также как эвфемизм общественного унижения.

### Обозначение

Варианты пиктограмм

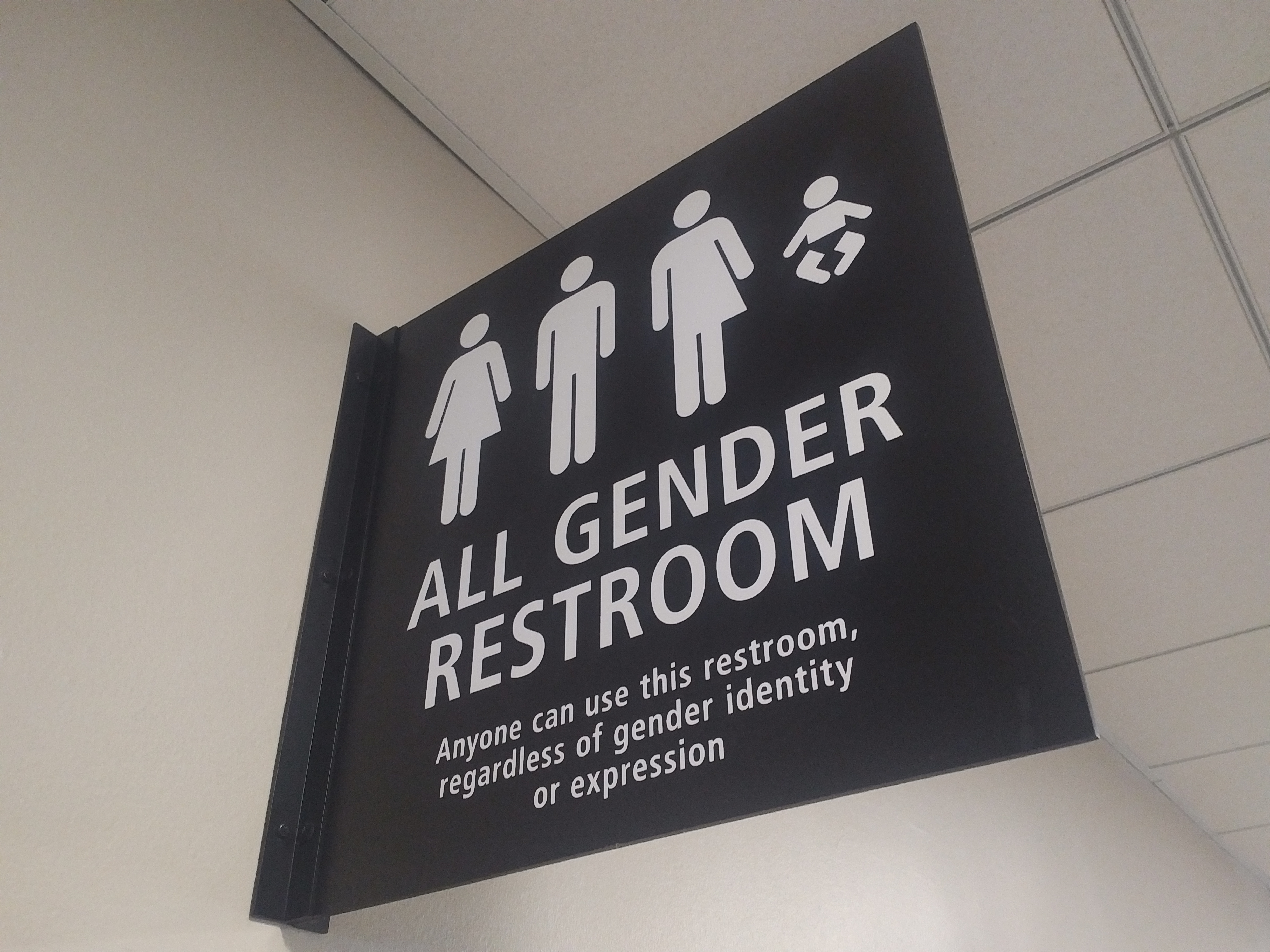
Вывеска «Туалет для представителей всех гендеров» в аэропорту Сан-Диего

Помимо общеупотребительной надписи «Туалет», применяются и другие способы маркировки туалетных помещений и отдельных строений.
- Во многих (главным образом, европейских) странах туалет обозначается сокращением WC (от англ. water closet). На кораблях туалет (гальюн) обозначается русскими буквами ВК (ватерклозет).
- В гостиницах дверь туалета может обозначаться двумя нолями — «00», как «помещение вне нумерации». Также есть теория, говорящая о том, что это название пошло из английского армейского жаргона — таким образом обозначали туалеты для офицерского состава (от англ. Officers Only).
- В общественных туалетах параллельного типа (смотри далее) входы в мужской и женский туалеты обозначаются соответственно буквами «М» и «Ж» (в англоязычном варианте — M (men) и W (women)).
- Вместо надписей могут использоваться изображения, связанные либо с туалетной темой (пиктограммы), либо с полом посетителей (например, треугольник: обычно, вершиной вниз — мужчина, вершиной вверх — женщина).
- В некоторых учреждениях и на транспорте (в самолётах и пассажирских вагонах — всегда) туалет имеет также таблички с надписями шрифтом Брайля для слабовидящих.

## Виды

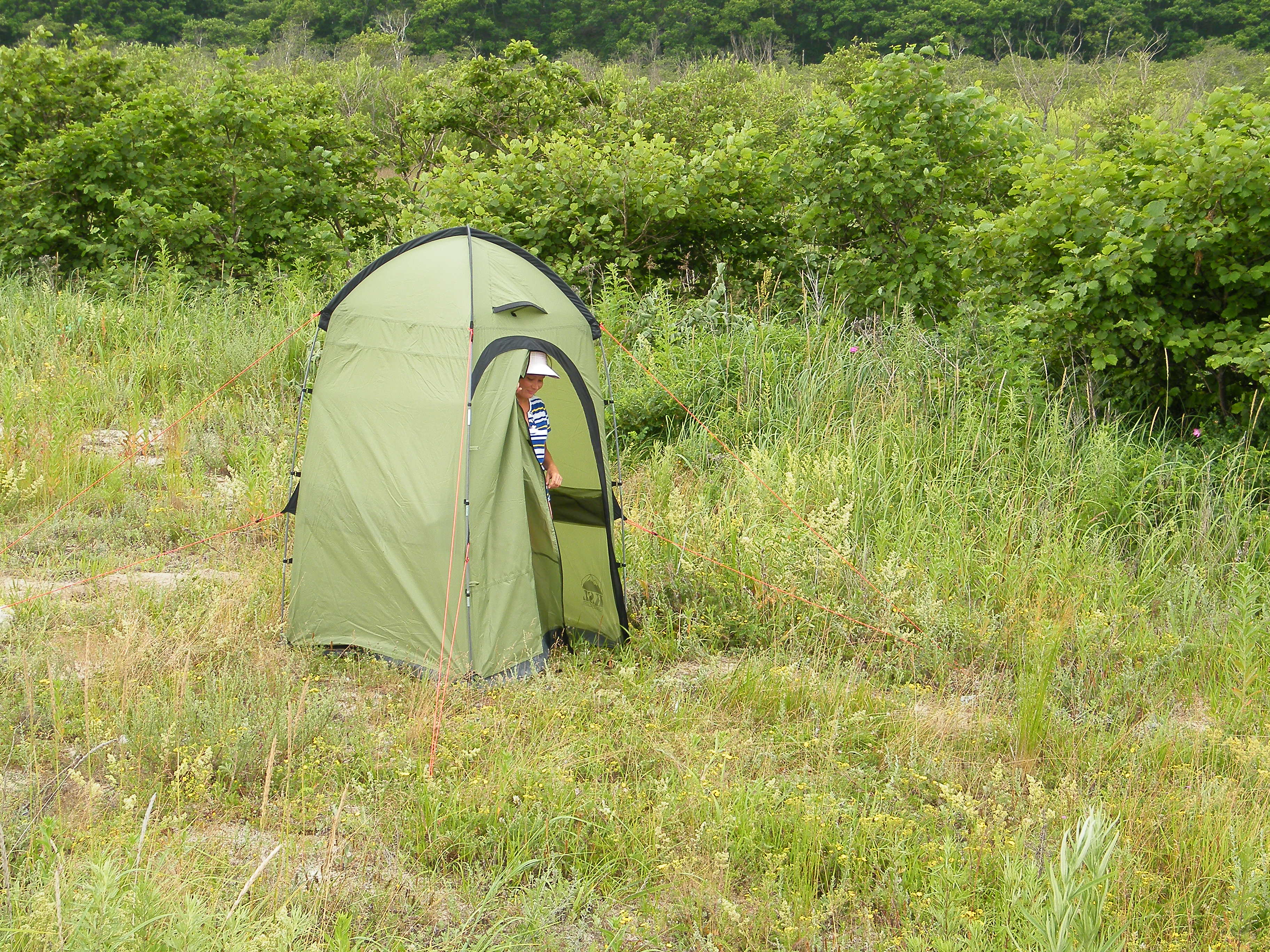
Походный туалет-палатка

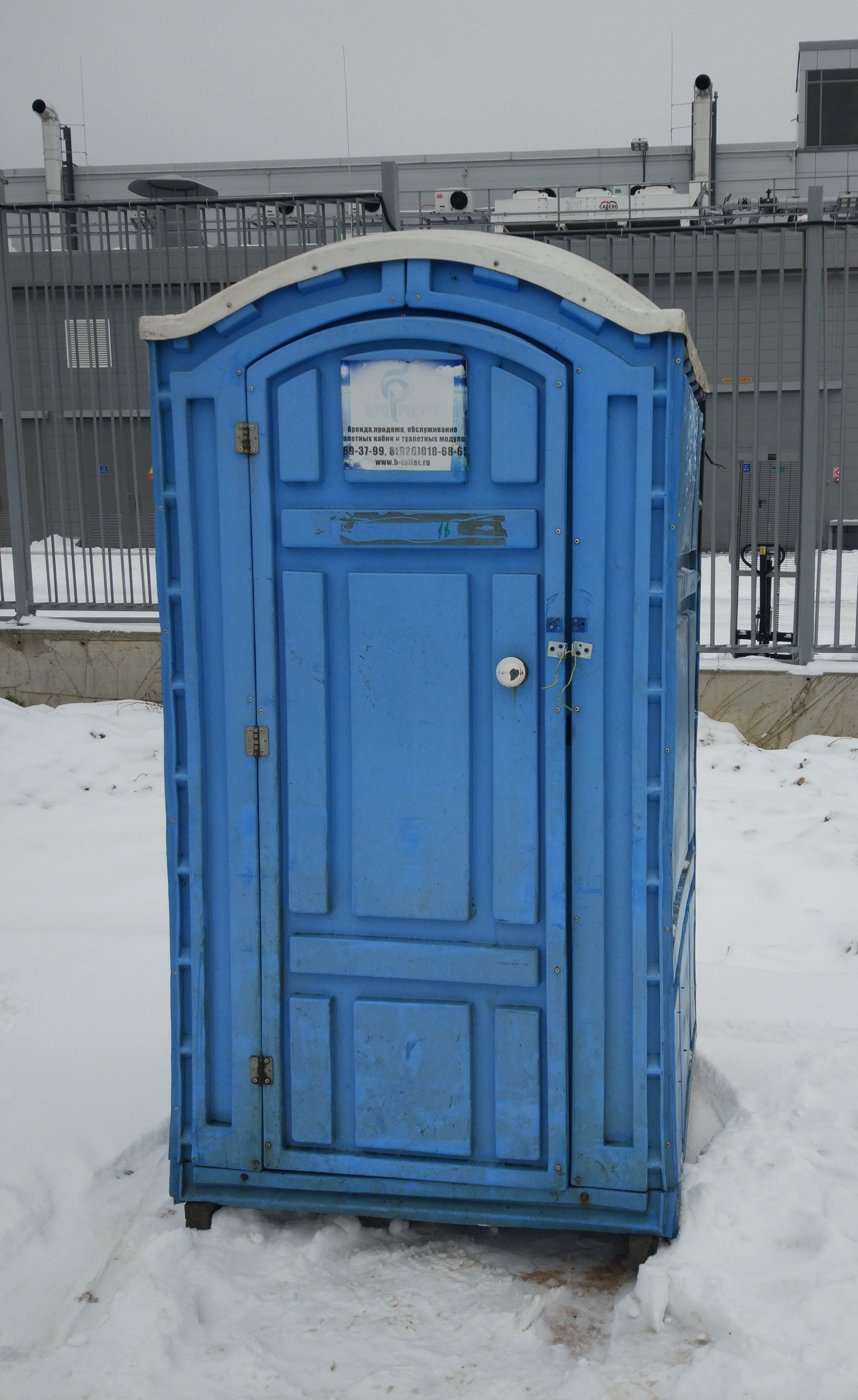
Туалетная кабинка

Туалеты различают по следующим признакам:
Мобильность (возможность транспортировки / привязка к канализационной системе):
- стационарный туалет,
- туалетная кабинка,
- палатка (походный туалет),
- туалет на транспорте (в пассажирских вагонах, в электропоездах, в самолётах, в доме на колёсах).

Стоимость пользования:
- платные;
- бесплатные;
- условно-бесплатные (доступ разрешается определённому кругу людей: работникам предприятия, магазина, студентам или ученикам, преподавателям или учителям, посетителям кафе, театра, кинотеатра, бассейна, пассажирам на вокзале при предъявлении билета и т. п.);
- условно-платные (с возвратом стоимости посещения в виде чека, по которому можно получить товары на сумму стоимости посещения в расположенном поблизости магазине или ресторане; широко используется на автостоянках и автобанах ФРГ).

Очерёдность использования:
- последовательное (разделения для пользователей разного пола не предусмотрено, туалетом могут пользоваться по очереди мужчины и женщины) — в частных владениях, транспортных средствах (поезда дальнего следования, самолёты);
- параллельное (разделение на женские и мужские) — располагаются в общественных местах: учреждениях, (кафе, ресторанах, вокзалах и аэропортах, музеях), транспортных средствах.

Устойчивость к вандализму
- обычные;
- антивандальные.

Количество пользователей:
- общественные — публичные туалеты, рассчитанные на большое количество посетителей и на всеобщую доступность;
- личные, частные, собственные: располагаются в квартирах, домах, возле них и т. д., рассчитаны на пользование относительно небольшим количеством определённых людей.

Способ удаления испражнений:
- канализационный;
- химический;
- биологический;
- свиной туалет;
- гравитационный;
- сельский туалет;
  - ямный туалет.

Канализационные туалеты различаются также по виду приёмного устройства:
- туалет с приёмной воронкой (известной более как унитаз);
- туалет турецкого типа (известный более как «чаша Генуя») — отверстие с площадками для ног по бокам, т. н. «ступнями».

Для больных:
- кресло-туалет,
- мочеприемник (утка или бутылка с широким горлышком для мочи),
- медицинское судно,
- калоприёмник,
- подгузник.

### Общественный туалет

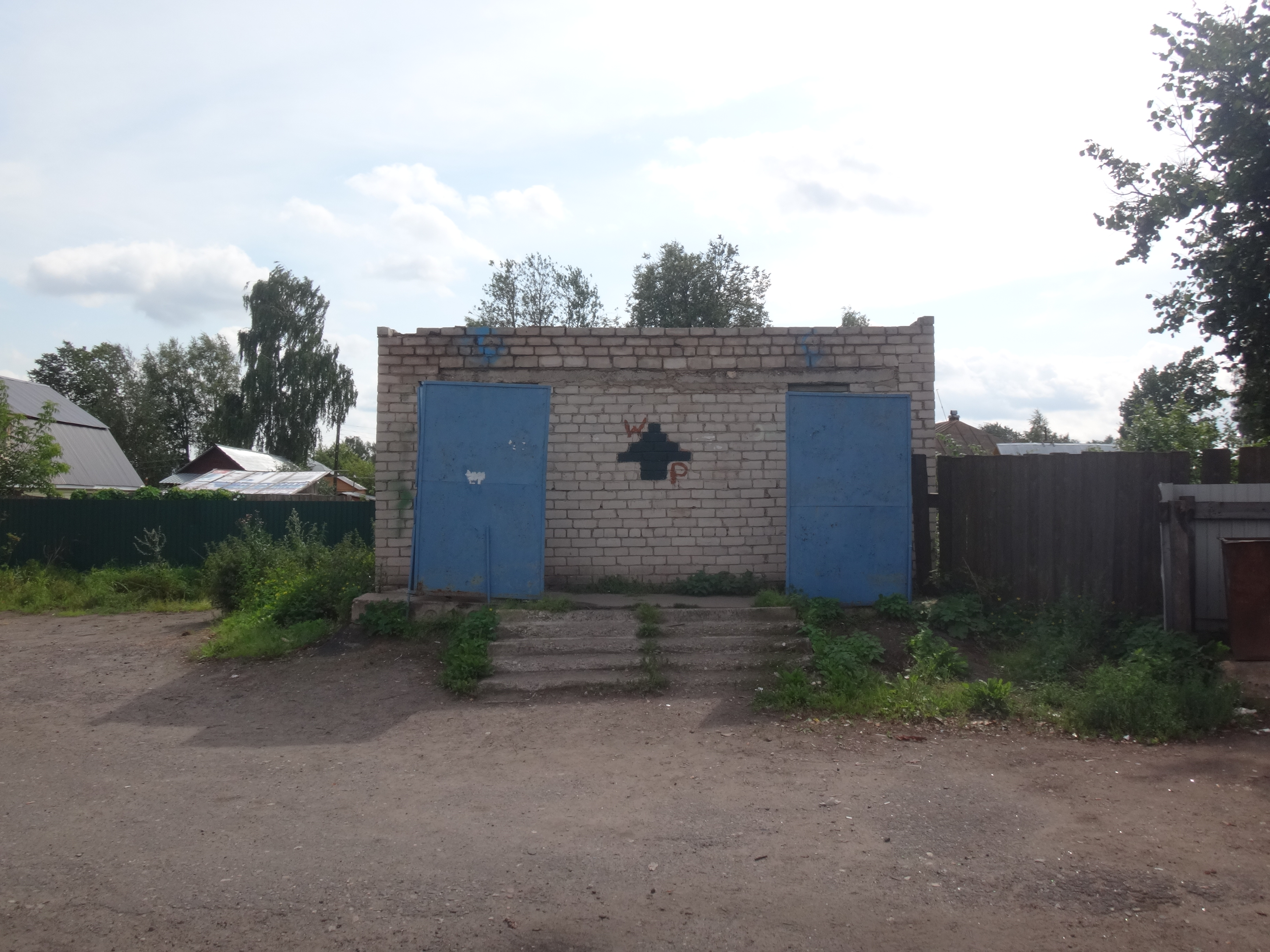
Общественный туалет на автостанции Устюжны

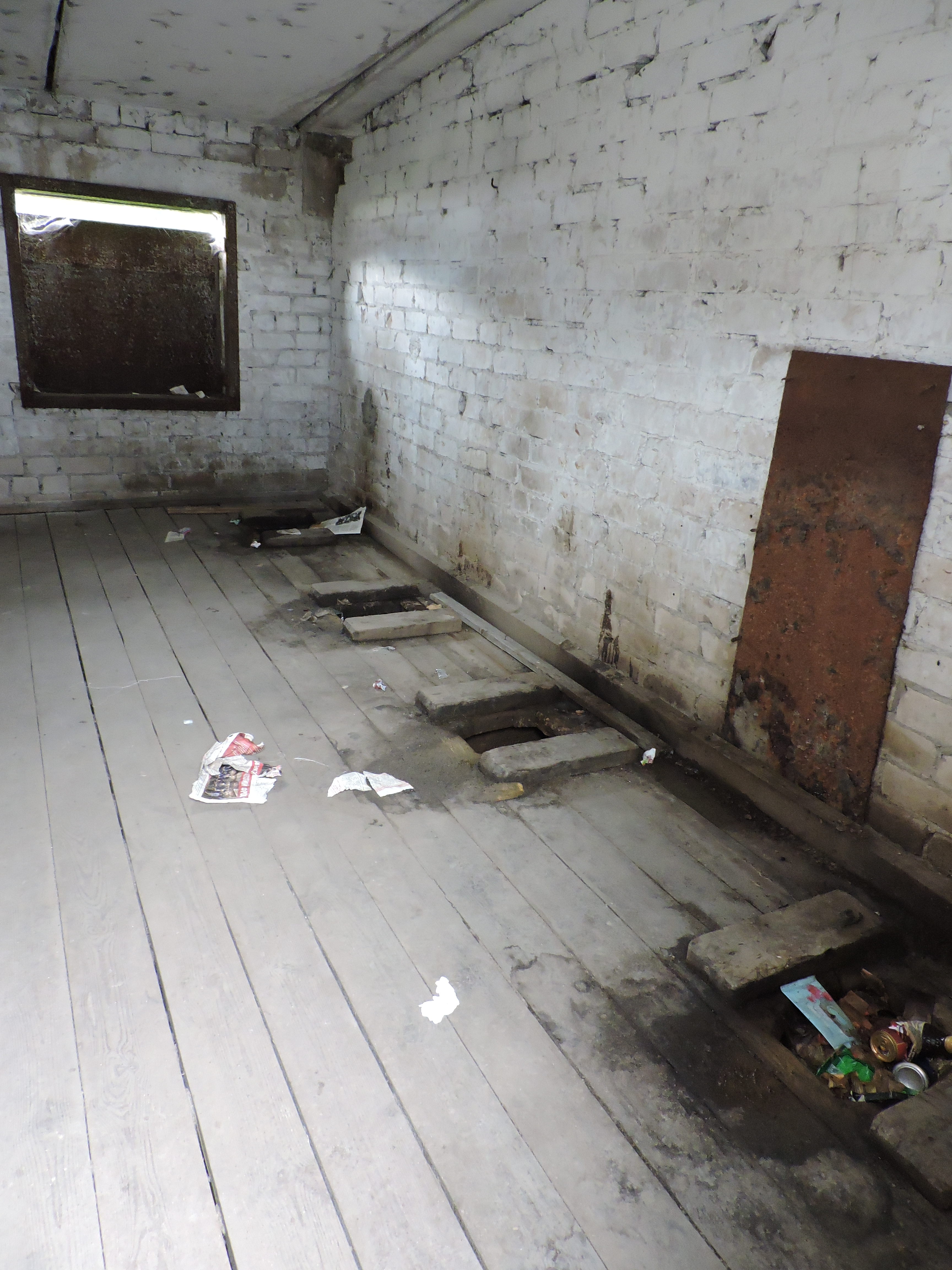
Ямный туалет

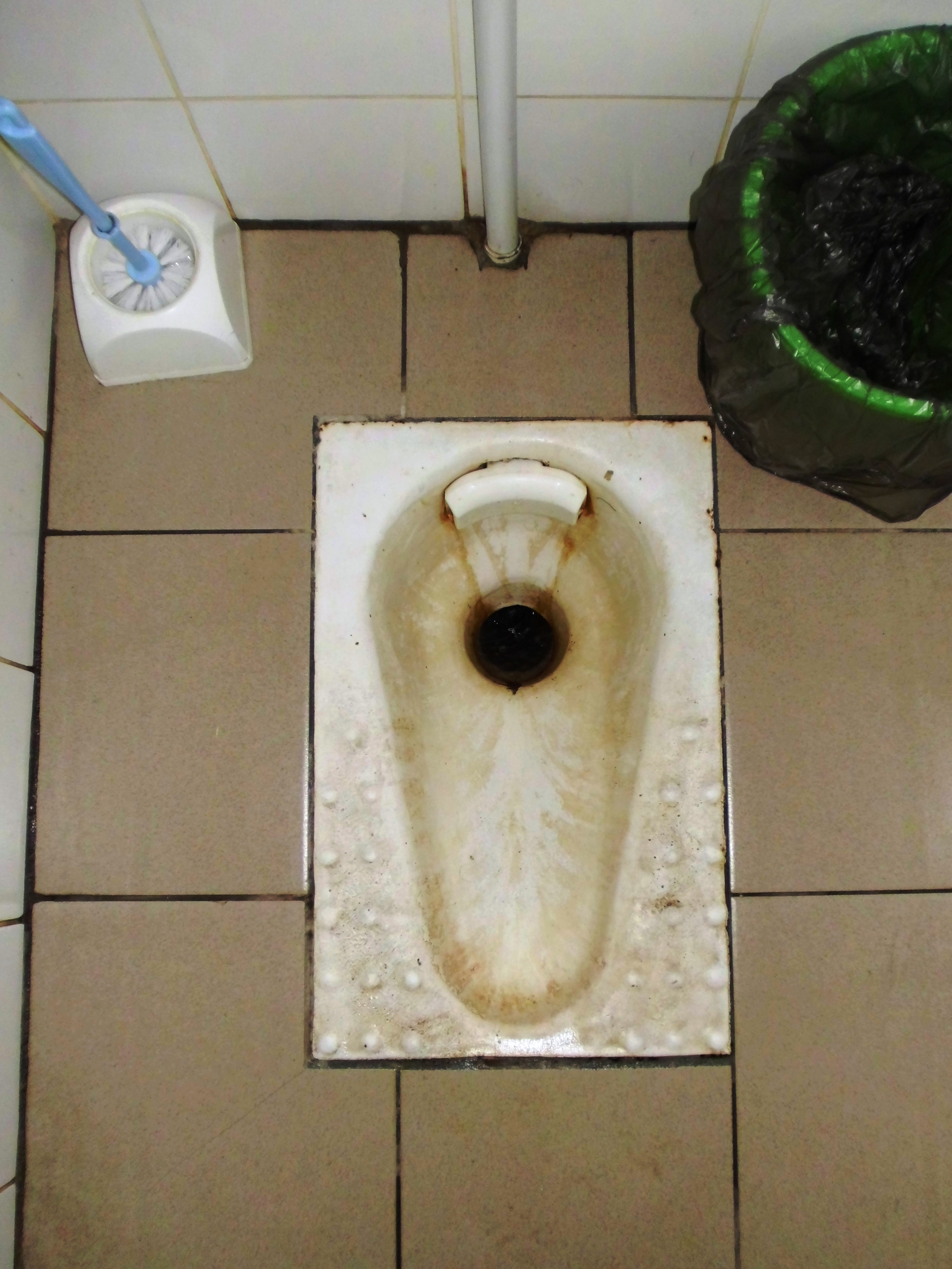
Напольный унитаз (также известен как «чаша Генуя») — часто применяется в общественных туалетах, ввиду антивандальной конструкции. Особенно часто используется в школьных туалетах

Общественный туалет предназначен для использования широким, часто неограниченным, кругом лиц. В связи с этим туалет имеет ряд особенностей, отличающих его от туалета индивидуального или семейного пользования, а именно:
- Часто в туалете установлено более одного унитаза.
- Часто вместо обычных унитазов установлены напольные унитазы, известные как «чаша Генуя», предназначенные для справления нужды сидя на корточках. Применение такого типа унитаза облегчает поддержание гигиены, так как пользователям нет нужды беспокоиться о чистоте сиденья ввиду его отсутствия, также унитаз такой конструкции обладает существенно более высокой устойчивостью к вандализму, по сравнению с обычным унитазом, также такой унитаз лучше адаптирован для использования лицам с ограниченными возможностями здоровья, например пользователями инвалидных кресел.
- В мужских общественных уборных наряду с унитазами часто устанавливают писсуары.

### Сельский туалет

Одна из схем применения (читать справа налево)

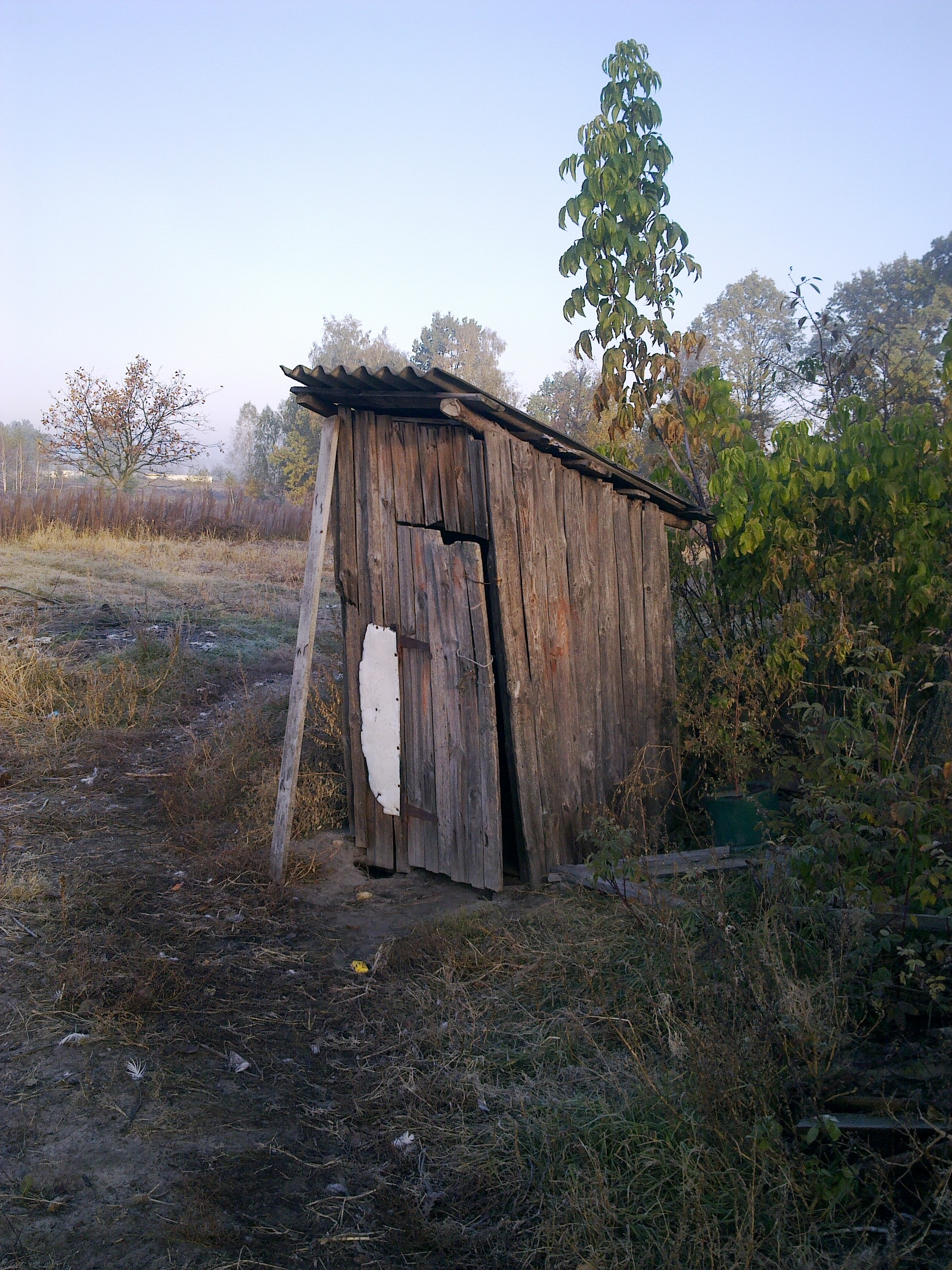
Уличный сельский туалет

Особое место среди различных типов туалетов занимает так называемый сельский туалет (офиц. дворовая уборная), или, как его ещё называют, очковый туалет — разновидность выгребной ямы с сооруженным над ней настилом и, как правило, будкой. В полу будки или в возвышенном сиденье вырезается так называемое очко — отверстие. В будке делается отверстие (окно) для вентиляции, которое в норме закрывается в зимнее время для предотвращения сквозняка.
Строится сельский туалет чаще всего недалеко от дома (для удобства), однако это совершенно недопустимо по санитарно-гигиеническим нормам. Согласно СанПиН, пункт 2.3.2 о дворовых уборных: «Дворовые уборные должны быть удалены от жилых зданий <…> на расстояние не менее 20 и не более 100 м. На территории частных домовладений расстояние от дворовых уборных до домовладений определяется самими домовладельцами и может быть сокращено до 8—10 метров. Дворовые уборные должны быть удалены от колодцев и каптажей родников на расстояние не менее 50 м».
Поскольку такой туалет является стационарным и расположен непосредственно над выгребной ямой, при неправильной его эксплуатации неприятный запах является обычным делом. Ввиду этого требуется соблюдать ряд простых правил, а именно регулярно присыпать свежие фекалии небольшим количеством опилок, торфа или земли.
Продукты жизнедеятельности человека подвергаются естественной биологической переработке, а их остатки и накопления, как правило, забираются ассенизационной машиной либо выгребаются вручную, хотя эти процедуры не являются обязательными. Выгребную яму возможно не вычищать, а консервировать после заполнения. Затем копается новая яма и на неё переносится будка или сооружается новая. Содержимое старой ямы перемешивают с землёй и после компостирования используют для посадки плодовых деревьев. Такой способ является наиболее рациональным.
Хорошо выполненный сельский туалет комфортен, в нём не бывает сквозняка, а запах, как правило, отсутствует, таким образом, по комфорту он практически не уступает туалету в помещении.

### Пудр-клозет
Пудр-клозет — это туалет, в котором фекальные отходы подвергаются обработке порошкообразным составом, как правило торфом, опилками, золой; попросту присыпаются, «припудриваются», — отсюда и название.

### Туалеты в армии

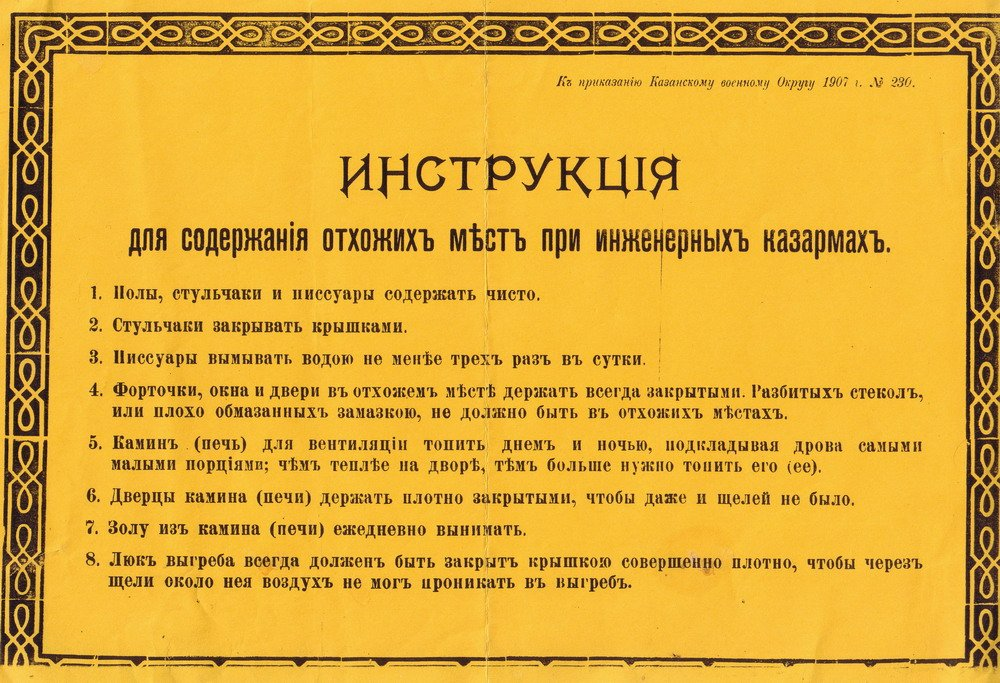
«Инструкция для содержания отхожих мест» (1907 год)

Соблюдение гигиенических требований в отношении устройства и содержания мест «отправления естественных надобностей» (терминология Уставов Вооружённых сил СССР и России) и их использования — одна из предпосылок поддержания, с одной стороны, обороноспособности страны, а с другой — эпидемиологической безопасности мест дислокации частей и подразделений. Современный Устав внутренней службы требует наличия одного очка и одного писсуара на 10—12 человек.

## История

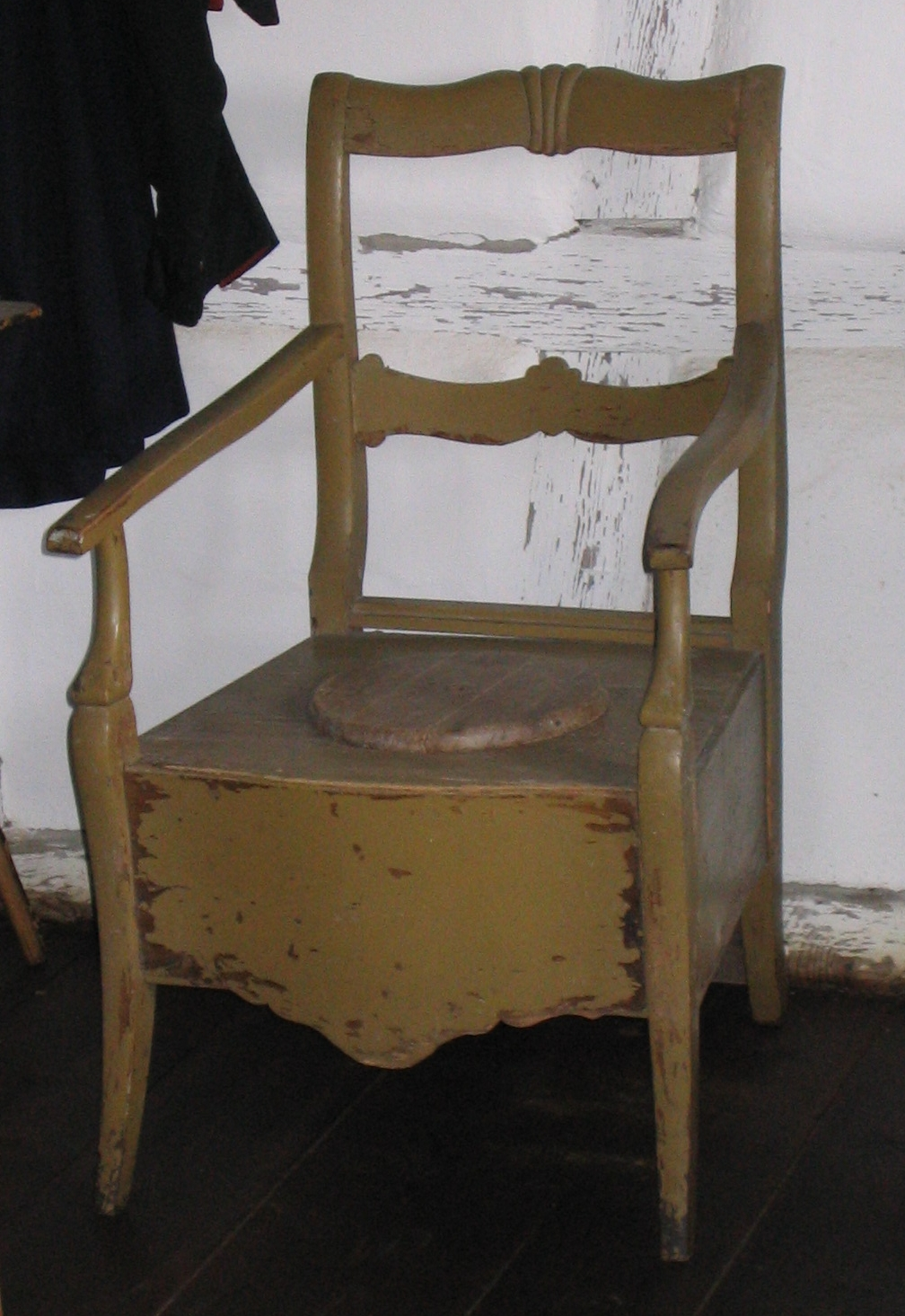
Туалетный стул (Европа, XIX век)

Возможно, древнейшее помещение (4,5 тысячи лет) для отправления естественных надобностей обнаружено на территории крепости Мохенджо-Даро (совр. Пакистан). Оно представляет собой кирпичное сооружение с сиденьем, связанное с подземной канализацией. Также подобные помещения были в Китае, Египте и Древнем Риме.
По одной из версий, первый туалет со смывом появился на острове Крит задолго до начала нашей эры. Выглядел он как каменный стульчак, к которому при помощи сложной системы труб подводилась вода.
В Средневековье в каждом каменном замке на каждом этаже были один или несколько так называемых отхожих мест — эркеров, выступов, где находились «тайные покои». Сиденьем служила каменная плита с округлым отверстием. Отхожие места рыцарской семьи находились в шахте камина и были уютными и теплыми. В качестве средств гигиены использовали солому или губку. Нечистоты стекали по вертикальным трубам в крепостной ров. Так как люди в Средневековье верили, что ядовитые запахи вызывают болезни, они заботились о том, чтобы ров регулярно вычищался.
На кораблях подобные помещения назывались «гальюн» и располагались (первоначально) на высоко поднятой части носа парусного судна.
- 1681 — первое упоминание французского слова «туалет». Первоначально оно обозначало процедуру причёсывания и одевания. Ср. туалетный столик, туалетная вода.
- 1775 — изобретен ватерклозет, не позволивший проникать неприятным запахам из канализации.
- XIX век — появление общественных туалетов с унитазами без смывных бачков на вокзалах.
- 2001 год — создана Всемирная туалетная организация.

По данным Всемирной организации здравоохранения на 2017 год, 2,4 миллиарда человек не имели элементарных санитарно-гигиенических удобств, таких как туалеты или выгребные ямы. Из них 946 миллионов человек отправляли естественные надобности под открытым небом, например в уличных канавах, за кустами или в открытых водоёмах.

## Элементы туалета
- Унитаз
- Стульчак
- Писсуар
- Дверь с защёлкой или шпингалетом
- Ёршик
- Светильник
- Биде
- Туалетная бумага и держатель/диспенсер для неё
- Умывальник с краном, мылом и бумажным полотенцем
- Канализационный стояк
- Сушилка для рук
- Зеркало
- Гигиенический душ
- Освежитель воздуха
- Канализационный насос — только в туалетах, расположенных ниже относительно канализационного коллектора
- Воздуховод системы вентиляции с решёткой или вентилятором
- Стены и пол туалета обычно покрываются кафелем

## Всемирная туалетная организация и Всемирный день туалета
В 2001 году более 200 делегатов из Азии, Европы и Северной Америки, представлявших 17 национальных туалетных ассоциаций, встретились на международной конференции в Сингапуре, посвящённой проблемам туалетов, чтобы обсудить насущные проблемы и рассмотреть новые концепции развития туалетного дела. Результатом встречи стало утверждение Всемирной туалетной организации (World Toilet Organization). Тогда же организация провозгласила день 19 ноября своим профессиональным праздником — Всемирным днём туалета.
24 июля 2013 года Генеральная Ассамблея ООН также приняла резолюцию о провозглашении 19 ноября Всемирным днём туалета.